# Кароліна (селище)
Кароліна — селище в Україні, у Немирівській міській громаді Вінницького району Вінницької області. Населення становить 211 осіб.

## Населення

### Мова
Розподіл населення за рідною мовою за даними перепису 2001 року:
| Мова       | Відсоток |
| ---------- | -------- |
| українська | 96,21%   |
| російська  | 3,79%    |

## Географія
Через селище тече річка Устя, ліва притока Південного Бугу.

## Будівництво залізниці
Колись на території району було досить знане село Ладуби по дорозі Вінниця—Умань. 1891 року канцелярія залізниць Російської імперії звернулась з проханням до княгині Марії Щербатової, а також і до інших поміщиків, виділити ділянки зі своїх земель для розвитку Південно-Західного краю та будівництва залізниці Вінниця-Гайворон. Більшість із них навідріз відмовились від цього. М. Щербатова виявилась винятком з числа багатьох землевласників, яка без примусу подала руку розвитку економіки нинішньої Вінницької області.
Марія Григорівна власноруч підписала всі папери про виділення земель, пустошів, лісів майже з-під Вінниці аж до Гайворона. У 1892 році будівництво розпочалось з боку Вінниці та Гайворона. У березні-квітні 1893 року біля с. Ладуби розпочали будувати склади, насипати полотно залізничної колії, прокладати рейки. У червні рушив перший поїзд.
Дорогу будував німецький інженер, який назвав іменами своїх дітей три станції: Фердинандина, Кароліна, Генріетта. В той час селище називалось Кароліно.
Села тоді як такого не існувало. На території нього біля станції стали будувати склади.

## Перша спроба Незалежності України
У 1918 році територію села захопили австрійсько-німецькі війська. В березні-квітні війська гетьмана Скоропадського взяли владу до своїх рук. Згодом, на короткий час встановилась радянська влада.
Потім знов була встановлена Українська Народна республіка. У 1919 році територію захопили денікінські війська.
У 1920 році в березні-травні — білополяки.
У травні 1920 року була знов установлена радянська влада.

## Буремні роки 20-го століття
У березні 1930 року утворено колгосп «3-й вирішальний» до складу якого входило с. Кароліна і станція Кароліна.
На станції до кривавої 2-ї світової війни утворилось сільське споживче товариство.
З 22 липня 1941 року Кароліна була захоплена німецько-фашистськими військами. Тут був створений концтабір для військовополонених. 14 березня 1944 року місце німецьких загарбників заступили московські, залізничну станцію очолив Каплун Ісаак Якович.
Увесь післявоєнний час робочий люд невтомно працював, відновлював станцію і склади, згодом почалось забудова селища. Зараз село Кароліна складається з трьох вулиць, прилеглих до станції «Кароліна». Зі складу села Кароліни відділилось село Зеленянка.
На території села побудовано комбікормовий завод, заготзернівський прийомний пункт, був вугільний склад, є Вторчормет.

## У самостійний Україні
У 1990—1991 році — побудовано і відкрито школу-сад і передано на баланс Зарудинецької сільської ради.
З 14 грудня 2015 року відновлено приміський поїзд «Гайворон-Вінниця». Проїзд пенсіонерам безкоштовний. З липня 2016 року курсують плацкартні вагони, збільшено частоту курсування: по пн., ср., пт.
Відповідно до Розпорядження Кабінету Міністрів України від 12 червня 2020 року № 707-р «Про визначення адміністративних центрів та затвердження територій територіальних громад Вінницької області» увійшло до складу Немирівської міської громади.
19 липня 2020 року, в результаті адміністративно-територіальної реформи та ліквідації Немирівського району, село увійшло до складу Вінницького району.